# La Maison de la 92e Rue
Pour plus de détails, voir Fiche technique et Distribution.
La Maison de la 92e Rue (The House on 92nd Street) est un film américain d'Henry Hathaway, sorti en 1945.

## Synopsis
En 1939, l'étudiant Bill Dietrich est approché par les recruteurs nazis en raison de ses antécédents familiaux allemands. Il feint l'intérêt mais avertit le FBI, L'agent fédéral Briggs lui conseille de jouer le jeu et Dietrich se rend à Hambourg, où il suit six mois de formation intensive à l'espionnage. Il est ensuite renvoyé aux États-Unis afin de mettre en place une station de radio et de servir de trésorier à une cellule implantée. Seul un dénommé "Monsieur Christopher" a le pouvoir de changer son affectation.
Le FBI parvient à modifier l'ordre de mission codé de Dietrich, son interdiction de rencontrer d'autres agents que ceux qu'on lui a indiqués est transformé en autorisation de rencontrer tous les agents qu'il souhaite. L'ordre de mission parait suspect à son premier contact la styliste Elsa Gebhardt qui demande confirmation en Allemagne, en sachant que ce sera long. Dietrich incorporé dans le réseau cherche à savoir qui est Christopher mais en vain.
Le FBI apprend par ailleurs que l'espionnage allemand se concentre sur le « projet 97 » qui est en fait la mise au point de la bombe atomique. Au moment de l'entrée en guerre des États-Unis à la suite de l'attaque de Pearl Harbor en Décembre 1941, tous les espions allemands sont arrêtés, à l'exception des membres de la cellule où est incorporé Dietrich. Le FBI pense en effet qu'il est important de débusquer Christopher afin de découvrir ce que les Allemands savent du projet 97.
Elsa demande à Dietrich de transmettre immédiatement des documents en Allemagne : ils contiennent une partie du projet 97. Dietrich remarque un mégot teinté de rouge à lèvres dans le cendrier d'Elsa qui ne fume pas, il le subtilise, le FBI l'analyse et remonte jusqu'à une certaine Luise Vadja qui a pour amant supposé Charles Ogden Roper un scientifique travaillant sur la bombe atomique. Le FBI ne comprend pas, puisqu'il est matériellement impossible que quiconque sorte quoi que ce soit des locaux secrets. Ils découvrent en fouillant dans le passé de Roper qu'il a des pouvoirs de mentaliste. Il recopie donc au propre ce qu'il a mémorisé quand il se rend chez Luise Vadja.
Roper est interrogé par le FBI et passe à table quand on lui montre un ordre venu d'Allemagne ordonnant sa liquidation après la fin de sa mission.
Elsa alias Christopher reçoit enfin la confirmation des ordres de mission de Dietrich et constate qu'ils ont été modifiés, Dietrich est intercepté, on lui injecte de la scopolamine afin d'obtenir le maximum de renseignements, mais le FBI cerne la maison. Elsa se déguise en homme pour tenter de faire sortir les dernières informations reçues le matin même, mais elle est tuée par erreur par l'un de ses hommes tandis que le reste de la cellule est appréhendé.

## Fiche technique
- Titre original : The House on 92nd Street
- Titre français : La Maison de la 92e Rue
- Réalisation : Henry Hathaway
- Scénario : Barré Lyndon, Charles G. Booth, John Monks Jr.
- Direction artistique : Lyle Wheeler, Lewis Creber
- Décors : Thomas Little
- Costumes : Bonnie Cashin, Dave Preston
- Photographie : Norbert Brodine
- Son : W. D. Flick, Roger Heman
- Montage : Harmon Jones
- Production : Louis de Rochemont
- Production exécutive : Darryl F. Zanuck
- Société de production : Twentieth Century-Fox Film Corporation
- Société de distribution : Twentieth Century-Fox Film Corporation
- Pays d’origine :  États-Unis
- Langue originale : anglais
- Format : noir et blanc — 35 mm — 1,37:1 — son Mono (Western Electric Mirrophonic Recording)
- Genre : espionnage
- Durée : 88 minutes
- Date de sortie :
  - États-Unis : 26 septembre 1945

## Distribution
- William Eythe : Bill Dietrich, (personnage inspiré de l'agent double William G. Sebold)
- Lloyd Nolan : L'agent fédéral George A. Briggs
- Signe Hasso : Elsa Gebhardt, alias M. Christopher (personnage inspiré de l'espionne Lilly Stein)
- Gene Lockhart : Charles Ogden Roper (personnage inspiré de l'espionne Herman Lang)
- Leo G. Carroll : Colonel Hammersohn (personnage inspiré de l'espion Fritz Joubert Duquesne)
- Lydia St. Clair : Johanna Schmidt, , espionne et gestapiste
- William Post : Walker
- Harry Bellaver : Max Cobura, espion allemand
- Bruno Wick : Adolphe Lange, le libraire
- Harro Meller : Conrad Arnulf, espion allemand
- Charles Wagenheim : Gustav Hausmann
- Alfred Linder : Adolph Klein
- Renee Carson : Luise Vadja, la fausse maîtresse de Roper
- Elisabeth Neumann-Viertel : Freda Kassel, la concierge
- E.G. Marshall : Le policier en civil à la morgue
- J. Edgar Hoover : lui-même
- Reed Hadley (non crédité) : Le narrateur (voix)

## Autour du film
- Il est indiqué durant le générique de début que de vrais agents de FBI ont participé au film pour des rôles mineurs, sachant qu'hormis les acteurs principaux, la fiche IMDB recense 54 acteurs non crédités mais connus, il est difficile de dire si cette assertion participe à la légende du film ou si elle est fondée.
- Les oscars de 1945 ont récompensé Charles G. Booth (1896-1949) comme l'auteur de la meilleure histoire ayant inspiré un film. Il s'est largement inspiré de l'affaire Fritz Joubert Duquesne